# You Young
You Young (Seul, 27 maggio 2004) è una pattinatrice artistica su ghiaccio sudcoreana.
Ha vinto per tre volte i campionati nazionali sudcoreani di pattinaggio artistico su ghiaccio, nel 2016, 2018 e 2019. Al momento della sua vittoria nel 2016 aveva 11 anni e 8 mesi e pertanto è diventata la più giovane pattinatrice coreana a vincere i campionati nazionali di livello senior, battendo il precedente record stabilito da Kim Yuna nel 2003, quando li aveva vinti all'età di 12 anni e 6 mesi. You è stata inoltre la prima donna sudcoreana, e l'undicesima al mondo, ad atterrare con successo un triplo Axel in una competizione internazionale, avendolo completato in occasione della tappa Skate Canada International del 2019.

## Carriera

### Primi anni
You Young ha iniziato a pattinare dopo aver visto la vittoria di Kim Yuna ai Giochi olimpici invernali del 2010, inizialmente come hobby e in seguito provando ad imitare i salti della propria beniamina. Pur mantenendo sempre la nazionalità sudcoreana, fin dall'età di 2 anni ha vissuto a Singapore, dove la famiglia si era trasferita per seguire il lavoro del padre, e dal 2011 al 2013 ha partecipato al campionato di pattinaggio di figura della città-Stato.

Seguendo il consiglio del suo allenatore Zhang Wei, un ex danzatore su ghiaccio cinese vincitore di un oro nei Giochi asiatici invernali del 1999, nel 2013 è ritornata insieme alla madre in Corea del Sud in modo da potersi allenare nel pattinaggio in modo più adeguato.

### Stagione 2015-2016
Nel gennaio 2016 You ha vinto la medaglia d'oro ai campionati nazionali assoluti, diventando la più giovane pattinatrice a vincere la competizione e battendo il precedente record stabilito da Kim Yuna nel 2003, quando li aveva vinti all'età di 12 anni e 6 mesi.

### Stagione 2017-2018
Nel settembre 2017 You ha debuttato nel Grand Prix ISU juniores di pattinaggio di figura, classificandosi al quarto posto nella tappa in Croazia, mentre a ottobre è arrivata quinta nella tappa Grand Prix ISU juniores in Italia tenutisi a Egna.
A gennaio 2018 ha vinto la sua seconda medaglia d'oro ai campionati nazionali coreani e a marzo dello stesso anno ha terminato al nono posto i Campionati mondiali juniores di pattinaggio di figura.

### Stagione 2018-2019
In agosto You ha conquistato la medaglia di bronzo alla tappa del Grand Prix juniores  tenutasi a Bratislava, alle spalle delle russe Anna Ščerbakova e Anna Tarusina. In seguito è arrivata quarta nella tappa Grand Prix ISU juniores in Canada di Richmond.
Dopo aver conquistato per la terza volta il titolo nazionale ha preso parte ai Campionati mondiali juniores di pattinaggio di figura, dove ha concluso al sesto posto assoluto dopo essersi fermata solo in undicesima posizione nel programma corto ma aver guadagnato la quinta piazza nel programma libero.

### Stagione 2019-2020

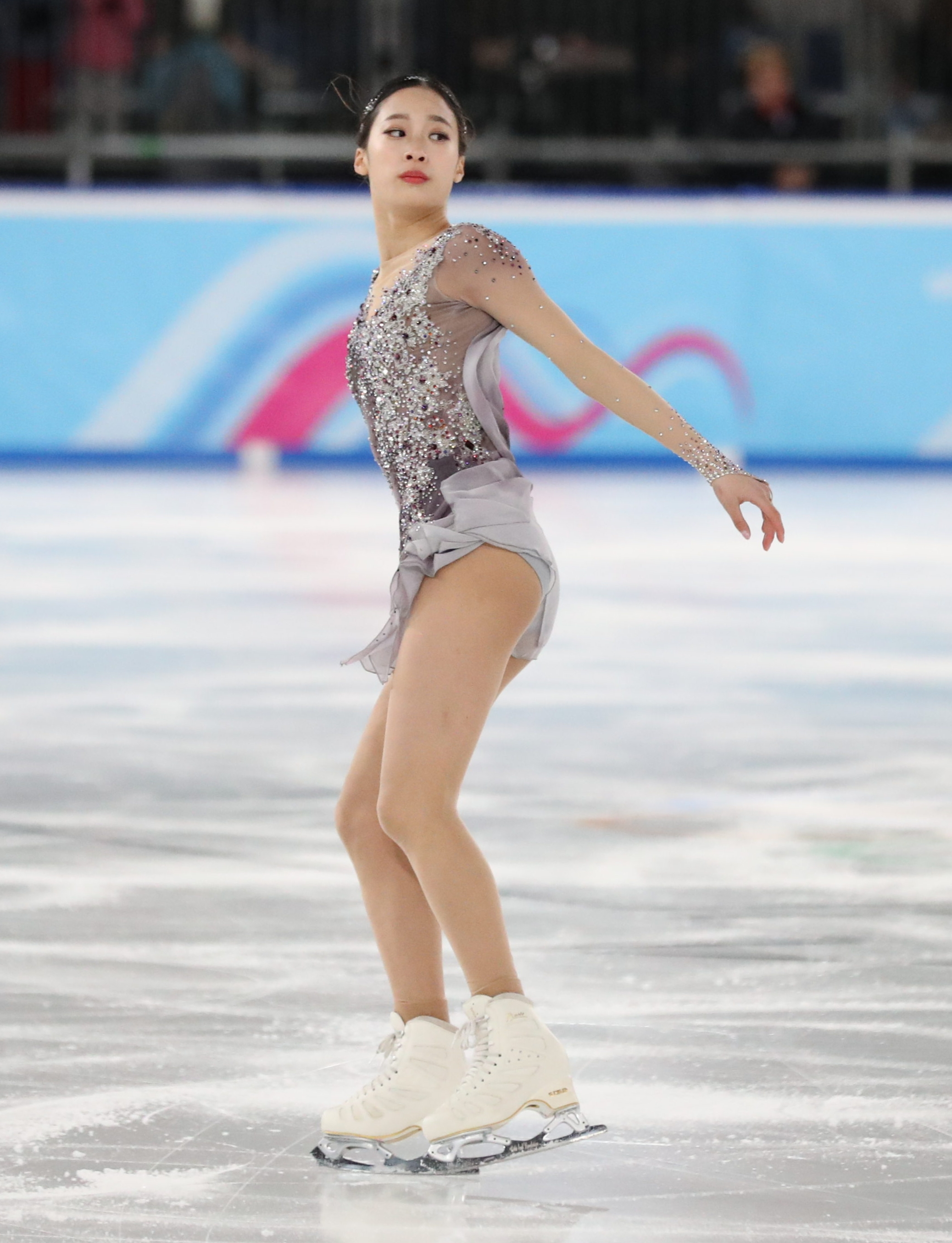
You Young durante i Giochi olimpici giovanili di Losanna 2020

You ha aperto la stagione vincendo il Philadelphia Summer International, competizione di livello senior svoltasi nell'omonima città americana tra il 30 luglio e il 3 agosto 2019. Ha quindi debuttato nella ISU Challenger Series di pattinaggio di figura, conquistando la medaglia di bronzo nel Lombardia Trophy a Sesto San Giovanni e l'argento nel U.S. International Figure Skating Classic a Salt Lake City.
A ottobre 2019 ha debuttato nel Grand Prix ISU di pattinaggio di figura partecipando a Skate Canada International, dove durante il programma corto ha completato triplo Axel. You si stava allenando in tale salto da tre anni ed è così diventata la prima pattinatrice sudcoreana e l'undicesima al mondo a completarlo con successo in una competizione internazionale. Nonostante una caduta durante il programma corto You ha terminato la gara in terza posizione con il punteggio di 217.49, migliorando il proprio record personale, alle spalle della russa Aleksandra Trusova e della giapponese Rika Kihira.
Ai Giochi olimpici giovanili di Losanna 2020 ha vinto la megaglia d'oro nel singolo femminile.

## Risultati

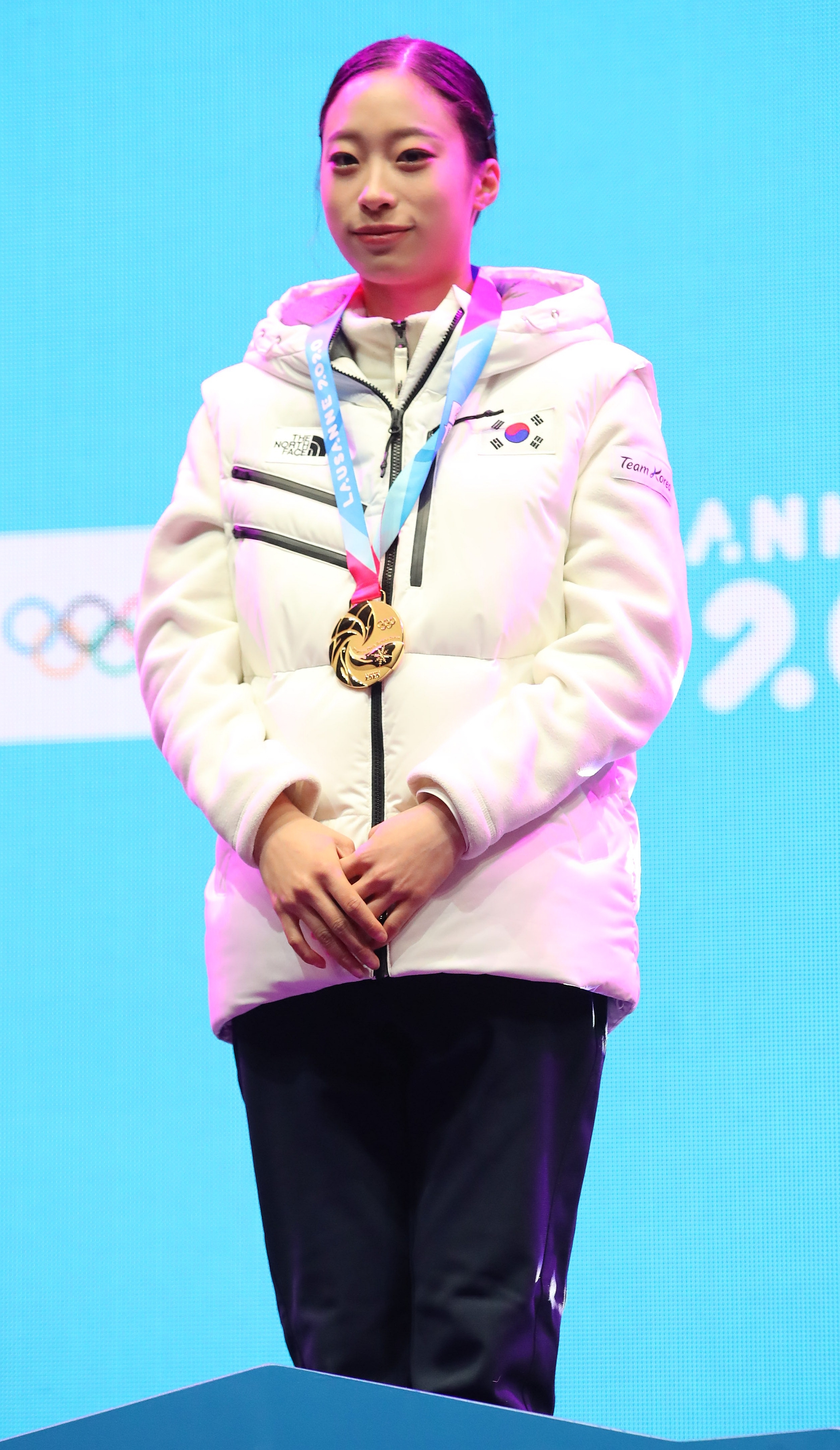
You Young, 2020

GP: Junior Grand Prix; CS: Challenger Series; JGP: Junior Grand Prix; 
R: ritirata; C = Evento cancellato
| Gare internazionali               | Gare internazionali | Gare internazionali | Gare internazionali | Gare internazionali | Gare internazionali | Gare internazionali | Gare internazionali | Gare internazionali | Gare internazionali | Gare internazionali | Gare internazionali | Gare internazionali |
| Evento                            | 2015–16             | 2016–17             | 2017–18             | 2018–19             | 2019-20             | 2020-21             | 2021-22             | 2022-23             | 2023-24             |                     |                     |                     |
| --------------------------------- | ------------------- | ------------------- | ------------------- | ------------------- | ------------------- | ------------------- | ------------------- | ------------------- | ------------------- | ------------------- | ------------------- | ------------------- |
| Olimpiadi                         |                     |                     |                     |                     |                     |                     | 5°                  |                     |                     |                     |                     |                     |
| Campionati mondiali               |                     |                     |                     |                     | C                   |                     | 5°                  |                     | 12°                 |                     |                     |                     |
| Campionati dei Quattro continenti |                     |                     |                     |                     | 2º                  | C                   | 6°                  |                     |                     |                     |                     |                     |
| GP Cup of China                   |                     |                     |                     |                     | 4º                  |                     |                     |                     |                     |                     |                     |                     |
| GP della Finlandia                |                     |                     |                     |                     |                     |                     |                     |                     | 8°                  |                     |                     |                     |
| GP NHK Trophy                     |                     |                     |                     |                     |                     | 7°                  | 3º                  |                     |                     |                     |                     |                     |
| GP Skate America                  |                     |                     |                     |                     |                     |                     | 3º                  |                     | 11°                 |                     |                     |                     |
| GP Skate Canada                   |                     |                     |                     |                     | 3º                  |                     | 3º                  |                     |                     |                     |                     |                     |
| GP John Wilson Trophy             |                     |                     |                     |                     |                     |                     |                     | 4º                  |                     |                     |                     |                     |
| CS Autumn Classic International   |                     |                     |                     |                     |                     |                     | 2º                  |                     |                     |                     |                     |                     |
| CS Budapest Trophy                |                     |                     |                     |                     |                     |                     |                     | R                   |                     |                     |                     |                     |
| CS Golden Spin                    |                     |                     |                     |                     |                     |                     | R                   |                     |                     |                     |                     |                     |
| CS Lombardia                      |                     |                     |                     |                     | 3º                  |                     |                     |                     |                     |                     |                     |                     |
| CS Nepela Memorial                |                     |                     |                     |                     |                     |                     |                     |                     | 5°                  |                     |                     |                     |
| CS U.S. Classic                   |                     |                     |                     |                     | 2º                  |                     |                     | 2º                  |                     |                     |                     |                     |
| Challenge Cup                     |                     |                     |                     |                     |                     |                     |                     | 6°                  |                     |                     |                     |                     |
| Cranberry Cup                     |                     |                     |                     |                     |                     |                     | 2º                  | R                   |                     |                     |                     |                     |
| Philadelphia Summer International |                     |                     |                     |                     | 1º                  |                     |                     |                     |                     |                     |                     |                     |
| Gare internazionali juniores      |                     |                     |                     |                     |                     |                     |                     |                     |                     |                     |                     |                     |
| Giochi olimpici giovanili         |                     |                     |                     |                     | 1º                  |                     |                     |                     |                     |                     |                     |                     |
| Campionati mondiali               |                     |                     | 9º                  | 6º                  |                     |                     |                     |                     |                     |                     |                     |                     |
| JGP Canada                        |                     |                     |                     | 4º                  |                     |                     |                     |                     |                     |                     |                     |                     |
| JGP Croazia                       |                     |                     | 4º                  |                     |                     |                     |                     |                     |                     |                     |                     |                     |
| JGP Italia                        |                     |                     | 5º                  |                     |                     |                     |                     |                     |                     |                     |                     |                     |
| JGP Slovacchia                    |                     |                     |                     | 3º                  |                     |                     |                     |                     |                     |                     |                     |                     |
| Bavarian Open                     |                     |                     |                     | 1º                  |                     |                     |                     |                     |                     |                     |                     |                     |
| Children of Asia ISG              |                     |                     |                     | 1º                  |                     |                     |                     |                     |                     |                     |                     |                     |
| Tallinn Trophy                    |                     |                     |                     | 1º                  |                     |                     |                     |                     |                     |                     |                     |                     |
| Nazionali                         |                     |                     |                     |                     |                     |                     |                     |                     |                     |                     |                     |                     |
| Campionati sudcoreani             | 1º                  | 5º                  | 1º                  | 1º                  | 1º                  | 4°                  | 1º                  | 11°                 | 7°                  |                     |                     |                     |